# Tagblatt-Turm
Il Tagblatt-Turm è un grattacielo di Stoccarda, di 18 piani per 61 metri d'altezza. Fu costruito dal 1924 al 1928 su progetto di Ernst Otto Oßwald, rappresentando così uno dei primi grattacieli costruiti in Germania.
Inizialmente ospitava la sede del quotidiano Neues Tagblatt, sostituito dopo la seconda guerra mondiale dalla Stuttgarter Zeitung che vi rimase fino al 1976; nel 1982 fu ristrutturato internamente, ricavandovi spazi espositivi per uso pubblico e uffici.
Il complesso consta di una torre con struttura in acciaio e di un corpo basso di 4 piani; le facciate esterne sono in cemento a vista, con un forte contrasto con l'edilizia storica circostante. 
Di fronte al grattacielo sorgeva un altro importante esempio di architettura moderna: i grandi magazzini "Schocken", progettati da Erich Mendelsohn e abbattuti nel 1960.